# Monòver (ort)
Monóvar är en ort i Spanien.   Den ligger i provinsen Provincia de Alicante och regionen Valencia, i den sydöstra delen av landet, 300 km sydost om huvudstaden Madrid. Monóvar ligger 406 meter över havet och antalet invånare är 13 060.
Terrängen runt Monóvar är kuperad åt nordväst, men åt sydost är den platt.Runt Monóvar är det ganska tätbefolkat, med 179 invånare per kvadratkilometer. Närmaste större samhälle är Elda, 6,1 km nordost om Monóvar. Trakten runt Monóvar består till största delen av jordbruksmark.